# آپسرا

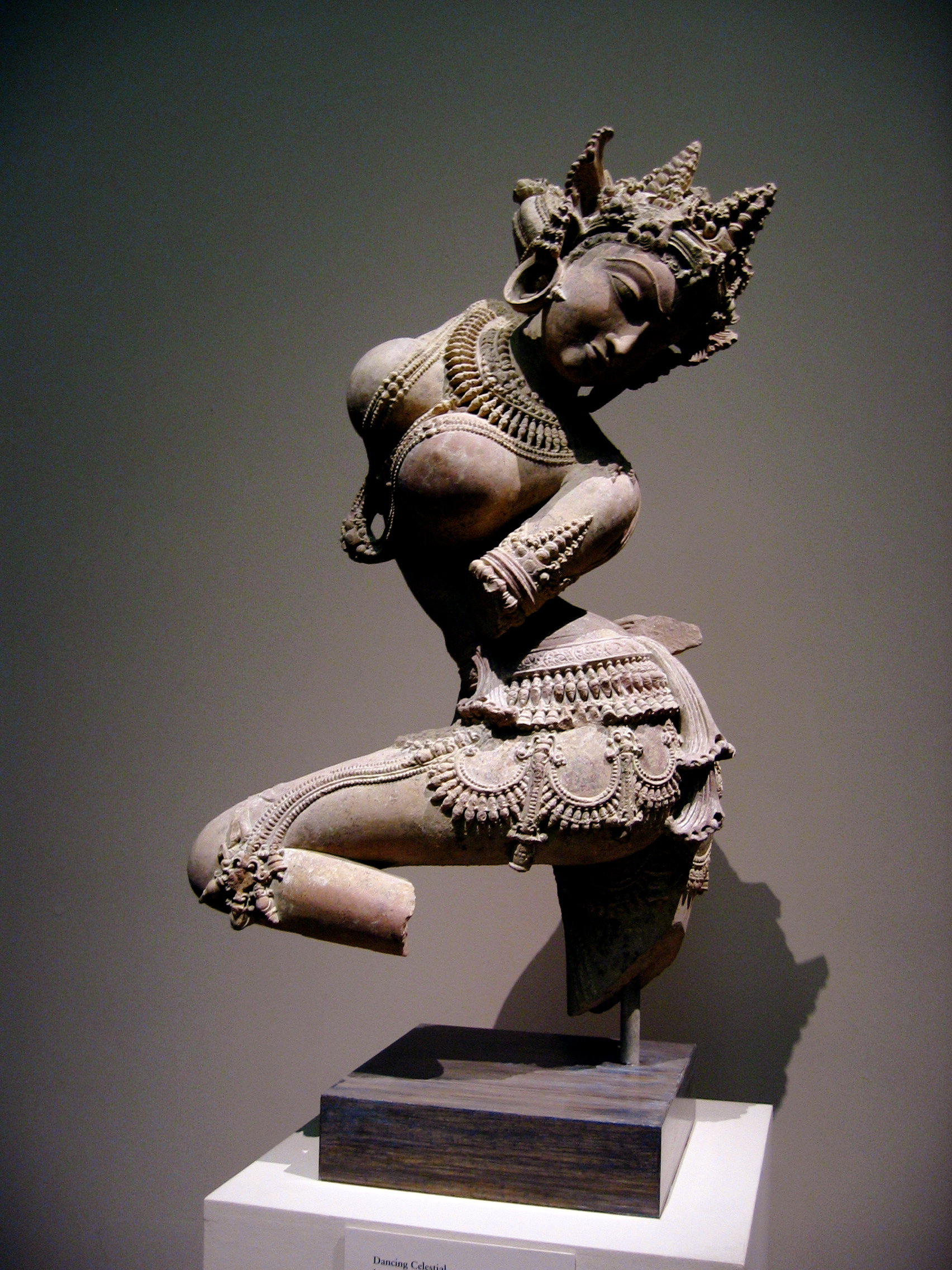
مجسمه‌ای از جنس سنگ ماسه‌ای ساخته‌شده در سده دوازدهم میلادی در اوتار پرادش.

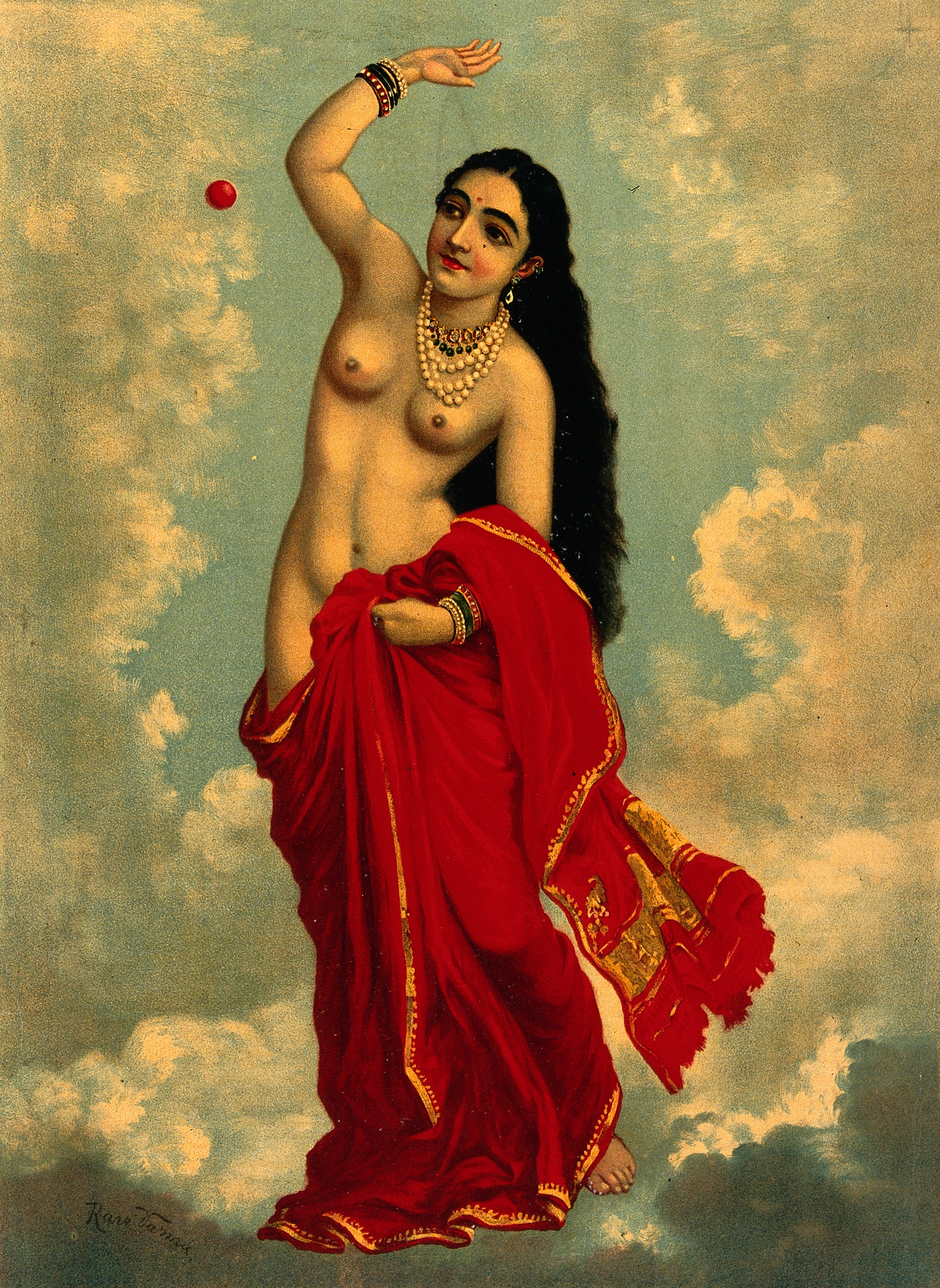
آپسرا، اثر راجا راوی وارما.

آپسرا یا آپسراس در اساطیر هندو و فرهنگ بودایی، روح زنانه ابرها و آب‌هاست. او در بسیاری از فرهنگ‌های آسیای جنوبی و آسیای جنوب شرقی به صورت‌های مجسمه، رقص، نقاشی و در ادبیات، حضور دارد.
در اساطیر هندو، آپسراها زنانی زیبا و ماوراءالطبیعی هستند. آن‌ها جوان و ظریف هستند و مهارت زیادی در رقص دارند. از آن‌جایی که آن‌ها به عنوان موجوداتی اثیری در آسمان‌ها ساکنند و اغلب در حال پرواز یا خدمت کردن به یک خدا هستند، می‌توان آن‌ها را با فرشتهها مقایسه کرد.
گفته می‌شود که آن‌ها می‌توانند هرگاه که بخواهند، شکل‌شان را تغییر دهند و بر شانس در بازی‌ها و قمار، حکمرانی می‌کنند. گاهی آن‌ها را با موزها در اساطیر یونانی مقایسه می‌کنند که هرکدام از ۲۶ آپسرای حاضر در بارگاه ایندرا نماینده جنبه متمایز از هنرهای نمایشی است.
برخی معتقدند نام‌های سلامان و ابسال در قصهٔ عرفانی حنین بن اسحاق و ابن سینا، از «سرامانا» (یا شَمَن، به معنی زاهد) و «آپسارا» در سانسکریت گرفته شده است.